# Gare de Fair Haven
La  gare de Fair Haven est une gare fermée des États-Unis Fair Haven dans l'État du Vermont. 
La gare a été fermée le 9 janvier 2010. Un nouvel arrêt a été créé à 8 km vers l'est sur la commune de Castleton.

## Situation ferroviaire
La gare de Fair Haven est située sur la ligne de Rutland à New York.

## Histoire
La gare de Fair Haven mise en service en novembre 1997, était desservie par le train Rutland-New York d'Amtrak.
La gare est fermée le 9 janvier 2010.